# Electrochaerilus buckleyi
Genre
Espèce
Electrochaerilus buckleyi, unique représentant du genre Electrochaerilus, est une espèce fossile de scorpions de la famille des Chaerilidae.

## Distribution
Cette espèce a été découverte dans de l'ambre de Birmanie. Elle date du Crétacé.

## Description
La femelle holotype mesure 11,12 mm.

## Étymologie
Cette espèce est nommée en l'honneur de Ron Buckley.

## Publication originale
- Santiago-Blay, Fet, Soleglad & Anderson, 2004 : A new genus and subfamily of scorpions from Lower Cretaceous Burmese amber (Scorpiones: Chaerilidae). Revista Ibérica de Aracnología, vol. 9, p. 3–14 (texte intégral) (en).